# Delphinium altissimum
Delphinium altissimum är en ranunkelväxtart som beskrevs av Nathaniel Wallich. Delphinium altissimum ingår i släktet storriddarsporrar, och familjen ranunkelväxter. Inga underarter finns listade i Catalogue of Life.